# Plan de recherche
Un plan de recherche est un plan d'action qui aide à répondre à la problématique d'une recherche.
Le plan de recherche consiste à choisir :
- Une ou plusieurs méthodes : soit une recherche de nature qualitative soit quantitative
- Une ou plusieurs stratégies de recherche : il s'agit de choisir plusieurs outils pour sa recherche (interview, étude de cas, statistiques...)
- Une temporalité : décider de l'instantanéité ou non de la recherche

## Les stratégies de recherche
- Le sondage (survey).
- La recherche d'archive : utilise principalement des archives administratives ainsi que des documents comme principale source d'information.
- L'étude de cas
- L’ethnographie
- La recherche-action : c'est Lewin, en 1946, qui a parlé pour la première fois de la recherche-action. Il s'agit d'apprentissage organisationnel et collaboratif qui implique les participants, dans le but d'obtenir des résultats concrets sur une problématique, en suivant plusieurs étapes tel que l'identification du problème, la planification d'action, la prise de mesure et l'évaluation de l'action. Le savoir s'ajoute à la pratique.
- Grounded Theory
- Narrative Inquiry